# Успение Богородично (Русе)
Вижте пояснителната страница за други значения на Успение Богородично.
„Успение Богородично“ или „Света Богородица“ е църква в град Русе, България.

## История
На 22 април 1928 г. на архитект Сава Бобчев е възложено да изготви проект за църква. Решено е новата църква да се казва „Успение Пресвятия Богородици“ с патронен празник 28/15 август. Основният камък е положен от митрополит Михаил Доростолски и Червенски на 23 септември 1928 г.
Няколко дни след това започва и строителството. То продължава до есента на 1930 г., когато църквата е покрита и на кубето и камбанарията поставят кръстове по проект на архитект Бобчев.

## Архитектура и интериор
През 1933 г. започва изработването на иконостас от липово дърво от Държавното художествено мебелно (столарско училище) по предварително одобрен проект. Иконите са възложени на професор Стефан Иванов – 20 броя, и на Господин Желязков – 3 броя, които по онова време изографисват Катедралния храм. Тодор Янков изографисва 14 икони.
Поръчана е и камбана с тегло 442 кг, 2 големи свещника, среден и малък, и полилей. Освещаването на храма извършва митрополит Михаил на 28 август 1934 г. /ст. ст./ – Успение Богородично.
Църквата има размери: ширина – 12 метра, дължина – 26 метра, обща покрита площ 312 m². Куполът е с диаметър 9,50 метра. Кръщелната и канцеларията известно време са се помещавали в отдалечена частна къща. За да не се плаща наем и да са в храма, са изградени 2 помещения до входа под камбанарията. Изпълненият проект от арх. Нейчо Йорданов не нарушава съществено външния вид на постройката. Пристройката е завършена през октомври 1948 г. Стенописите са изографисани от проф. Георги Богданов, проф. Стефан Иванов и проф. Харалампи Тачев.
През 2002 г. основно са реставрирани стенописите, а дъсченият под на храма е застлан с ламинат. Преди десетина години е подменен с гранитогрес.